# Кузнецово (Струго-Красненский район)
Кузнецово — деревня в Струго-Красненском районе Псковской области России. Входит в состав сельского поселения «Новосельская волость».

## География
Находится на северо-востоке региона, в центральной части района, в лесной местности около д. Серёдка и р. Люта.
Уличная сеть не развита.

## История
Первое упоминание — 1585-87, как дер. Кузнецово Заклинской губы Заклинской засады.
В 1941—1944 гг. в фашистской оккупации.
Согласно Закону Псковской области от 28 февраля 2005 года деревня Кузнецово вошла в состав образованного муниципального образования Новосельская волость.

## Население
| 2001 | 2002 | 2010 | 2011 |
| ---- | ---- | ---- | ---- |
| 2    | ↗4   | ↘3   | →3   |

## Инфраструктура
Кузнецовская земская школа (1915).
С начала 1930-х гг. по 1941 г. и в 1944-50 гг. действовал колхоз «Кузнецово». В 1950-59 гг. действовала бригада Кузнецово колхоза «Верный путь».

## Транспорт
Просёлочные дороги.